# Microcyclops anceps
Microcyclops anceps – gatunek widłonoga z rodziny Cyclopidae. Opisał go w 1897 roku francuski oceanograf Jules Richard, nadając mu nazwę Cyclops anceps.